# Пеякович, Йосип
Йосип Пеякович (босн. Josip Pejaković; 5 марта 1948, Травник, Босния и Герцеговина — 19 июля 2025, Сараево) — боснийский актёр и писатель, родившийся в Травнике, Босния. Одно время он был солистом рок-группы Veziri из Травника. Он также был антивоенным активистом в начале войны в Боснии. Он был членом консультативного совета левого журнала Novi Plamen.
Он также вёл передачу на боснийском телевидении под названием «Йосип Пеякович — во имя народа».
Пеякович умер 19 июля 2025 года в Сараево.

## Фильмография
- All for Free[англ.] (2006)
- Идеальный круг (1997)
- Zamka Za Ptice (1991)
- Gluvi barut[сербохорв.] (1990)
- Кудуз[англ.] (1989)
- Vuk Karadžić (1988)
- Hasanaginica (1983)
- Ukazanje Gospe u selu Grabovica (1982)
- Ljudski faktor (1981)
- Osma ofanziva (1979)
- Porobdžije (1976)
- Odbornici (1975)
- Papirna (1973)
- Uvrijeđeni čovjek (1972)